# 必需脂肪酸
必需脂肪酸（英語：Essential fatty acid；缩写EFA）是指人（或其他高等动物）体内不能自行合成、但又必须从食物中获得的脂肪酸。
只有两种脂肪酸是人体必需的：亚油酸（一种ω-6双不饱和脂肪酸）和α-亚麻酸（一种ω-3三不饱和脂肪酸）。其它脂肪酸均可以由这两种为原料逐步合成。哺乳动物无法合成这两种脂肪酸是因为去饱和酶能力有限，有四种去饱和酶分别在靠近羧基的ω-9、ω-12、ω-15、ω-18位引入双键，但不能在靠近碳链末端的ω-3、ω-6位引入双键所致；不过植物细胞没有这个限制。
1923年两种必需脂肪酸被發現時，原本叫作維生素F，以表示它是人體必須養分，但1930年的研究認為它們的形態更像脂肪，因而出現現有的學名。

## 命名法和术语
脂肪酸是直链烃在一端有一个羧基 (COOH)。紧邻羧基的碳原子被称为α，下一个碳原子被称为β，等等依次命名。生物体内的脂肪酸的碳链有不同的长度，因此远离羧基的最后一个碳原子被命名为希腊字母表的最后一个字母"ω"。不饱和脂肪酸的生理学性质非常依赖于不饱和键相对于ω端的位置，因此用(ω-n)来表示烃链的双键位置。例如ω-3表示第一个双键出现在从烃链甲基端（CH3，ω端）起第三个碳-碳键的位置处。碳原子数目和双键数目在脂肪酸命名中也被列出。ω-3 18:4 (十八碳四烯酸)或者18:4 ω-3或18:4 n−3表明18个碳原子组成的直链并且有4个双键，第一个双键在CH3端第三个键的位置。双键是顺式(cis)，双键之间由单个的亚甲基(CH2)分开。十八碳四烯酸的化学结构：